# Trattato di Amburgo (1762)
Il trattato di Amburgo del 1762 fu un accordo siglato il 22 maggio 1762 nella Libera Città di Amburgo tra la Svezia e la Prussia, nel corso della guerra di Pomerania, teatro della guerra dei sette anni.
Il trattato venne firmato dopo che l'Impero russo ebbe siglata un'alleanza con la Prussia il 5 maggio, fatto che rese impossibile per la Svezia continuare la guerra nella quale si era spesa per recuperare i territori della Pomerania svedese che erano stati persi a favore della Prussia coi trattati di Stoccolma in precedenza. Il trattato riaffermò lo status quo ante bellum.